# Maria Noguera Puig
Maria Noguera Puig (Manresa, 1906- 24 de juny de 2002) fou una esmaltadora i pintora catalana.

## Biografia
Filla de Josep Noguera i Manubens, un dels fundadors de l'Orfeó Manresà i propietari del forn de Cal Jordi de la plaça Sant Ignasi, va néixer al barri de les Escodines de Manresa l'any 1906.
Va estudiar a l'Escola d’Arts i Oficis de Manresa, amb el mestre Evarist Basiana, a l'Escola Massana i a l'Escola de Belles Arts de la Llotja de Barcelona, on fou alumna de Rafael Benet en pintura i de Miquel Soldevila en els esmalts. Començà dedicant-se a la pintura, especialment al paisatge i a les flors, però a poc a poc s’endinsà en el món de l'esmalt arran d’entrar en el taller del Miquel Soldevila Valls (1886-1956), per col·laborar en unes obres per al Foment de la Pietat. S’hi va quedar fins a l'esclat de la Guerra Civil i així fou com la pintura anà ocupant un segon terme en la seva producció artística. Alhora, es va matricular a l'Escola Massana, on donava classes Miquel Soldevila, per aprendre millor la tècnica de l'esmalt malgrat que, pràcticament, ja ho coneixia tot sobre aquesta tècnica gràcies a la seva col·laboració amb el mestre. Quan aquest se n’anà un temps a París, la va deixar com a mestra auxiliar. Després vindria la Guerra Civil, ell se n’anà cap a Roma i Maria Noguera va passar a ser la professora fins al retorn del mestre, que tornaria a dirigir l'escola.
A primers dels anys trenta es desplaçà a viure al carrer Balmes de Barcelona i s'integrà a La Manufactura, un grup impulsat per Soldevila dins l'Escola Massana, del que en formaven part els millors alumnes, on es creaven obres per encàrrec d'institucions públiques o privades que l'escola cobrava i revertia, en part, en remunerar aquests alumnes. Allí coincidí amb Matilde Torrents, Josep Brunet i Modest Morató.
Durant els anys de la guerra va viure a Barcelona anant tots els caps de setmana a Manresa, on s’instal·laria després de manera definitiva. Va participar en diferents exposicions col·lectives realitzades a la Sala Parés de Barcelona (1928 i 1931), a l’Exposició de Primavera, Saló Montjuïc (1932), amb les obres Clavells blancs i Flors; el 1933 exposà amb el grup Basiana a les Galeries Dalmau. Individualment va exposar el 1929 a la sala de l'Associació de la Premsa de Manresa i Comarca i diverses vegades ho feu a l'Exposició col·lectiva d'artistes manresans a la Galeria d'Art Catalònia de Barcelona (1933-1934).
Quant a l'esmalt, al qual es va dedicar de manera gairebé exclusiva a partir d’acabada la guerra, va conrear especialment peces sacres. Ella ho justificava dient que després de la guerra estava tot destrossat i, efectivament, em feien moltes comandes. Eren, en general, peces de petites dimensions, perquè sempre li havien agradat i tots els anys d’aprenentatge li van aconduir; a més era l'especialitat del seu mestre Soldevila. A ella li agradava l'esmalt acurat i ben fet i renegava de les taques de color que considerava que havien fet molt mal a aquesta tècnica. Cultivava l'esmalt al foc sobre plata, coure i altres metalls, inspirant-se en temes del gòtic i del renaixement, però sobretot es va dedicar a objectes de culte, de gran demanda en el primers anys del franquisme. De vegades va utilitzar la tècnica del clausonatge que consisteix a fer tot el dibuix amb un fil d’or, plata o metall per, després, omplir-lo d’esmalt.
Els seus esmalts estan escampats per arreu. A Manresa hi ha una de les primeres peces grans que va fer després de la Guerra Civil, el copó de l'església del Carme on va representar la Trinitat; també s’hi poden veure les figures de la porta del sagrari de la Coveta i del sagrari de l'església de la Cova de Sant Ignasi. A Barcelona hi ha el sagrari de la Casa d’Exercicis de Sarrià que té forma d’arqueta, amb un sant en cadascun dels arcs de la peça; també es guarda un esmalt seu a la parròquia del Roser i a l'església del Sant Esperit de Terrassa. A Vic, a l'església de les monges carmelites, es troben les figures dels dotze apòstols i del Pantòcrator de la predel·la de l'altar del sepulcre de la mare fundadora de l’orde. Hi ha una obra d’ella a l'església del Sagrat Cor de l’Havana. També va realitzar part dels esmalts amb els quals es va decorar l'arcó que contenia el pessebre que els pessebristes de Barcelona van regalar al Papa amb motiu de la celebració de l’Any Sant.
Al Museu Comarcal de Manresa es troben tres pintures d’ella, que ella mateixa va cedir a la ciutat: un jardí d´hivern, un autoretrat i una natura morta.
L'any 2008 el Centre de Cultura de Dones Francesca Bonnemaison de Barcelona organitzà a la Sala Àgora l'exposició Dels fons a la superfície. Obres d’artistes catalanes anteriors a la dictadura, un reconeixement a l'obra d'artistes com Maria Noguera, Ángeles Santos Torroella, Olga Sacharoff o Lola Anglada, iniciadores de l’art contemporani i la modernitat, que havien estat relegades als fons dels museus.